# Куров Василь Петрович
Василь Петрович Ку́ров (19 лютого 1923, Биково — 5 червня 1979, Вижниця) — український радянський художник і педагог.

## Біографія
Народився 19 лютого 1923 року в селі Биковому (нині Тверська область, Російська Федерація). 1941 року закінчив середню школу.
Брав участь у німецько-радянській війні. Служив в артилерії та стрілецьких військах. Мав військові звання молодшого лейтенанта, лейтенанта, старшого лейтенанта. Від отриманого поранення втратив праву руку. Нагороджений орденами Червоної Зірки (25 грудня 1943), Вітчизняної війни I ступеня (8 липня 1944), Червоного Прапора (20 жовтня 1944).
У 1947—1955 роках навчався у Московському художньо-промисловому училищі, спочатку на відділі килимарства, потім продовжив навчання на вищому педагогічному відділенні і одночасно викладав на молодших курсах. Був учнем Марії Назаревської.
З 1955 року викладав живопис, композицію, ткацтво у Вижницькому училищі прикладного мистецтва. Серед учнів: Дмітрух Микола Антонович, Зінкевич Василь Іванович, Жаворонков Валерій Павлович, Жуковський Едуард Федорович, Казначеєва Раїса Олександрівна, Мішин Фелікс Костянтинович. Помер у Вижниці 5 червня 1979 року.

## Творчість
Автор рисунків для килимів; у реалістичному стилі писав акварельні та олійні пейзажі. Серед робіт:
- мініатюра «Дружина» на шкатулці (1952; 1959);
- рисунки для килима «Північ» (у серійному виробництві), комплекту килимів «Квіти» (усі — 1970-ті);
- етюди «Дорога на Яворів», «Гребля на Черемоші», «Весна», «Кутська гора», «Плотогони» (усі — 1975–7198);
- акварелі «Березень» (1976), «Поле», «Черемош», «Перший сніг» (усі — 1977).

Брав участь в обласних, всеукраїнських художніх виставках з 1963 року.